# Therion magnum
Therion magnum là một loài tò vò trong họ Ichneumonidae.